# Julianna Rose Mauriello
Julianna Rose Mauriello, née le 26 mai 1991 à Irvington (New York), est une ancienne actrice et actuellement ergothérapeute américaine.
Elle est connue pour le rôle de Stéphanie dans la série Bienvenue à Lazy Town dans les saisons 1 et 2.

## Biographie
Julianna Rose Mauriello est une actrice née à Irvington (New York) le 26 mai 1991. Elle a joué dans la série Bienvenue à Lazy Town (Lazy Town en VO) pour le rôle de Stéphanie aux côtés de Sportacus (campé par Magnús Scheving), ce qui lui a valu le prix Emmy pour "Interprète la plus remarquable dans une série pour enfant". La série a été tournée en Islande.
En dehors de sa carrière à la télévision, Julianna est apparue dans plusieurs comédies musicales à Broadway comme Gypsy avec Bernadette Peters. Mais sa première apparition à Broadway reste courant 2002/2003 dans la comédie musicale Oklahoma !.
Julianna est une étudiante d'honneur  à la Professional Performing Arts School (PPAS) de New York. Elle est également apparue dans plusieurs publicités à la fois en voix OFF et aussi en tant qu'actrice. À l'origine prévue pour jouer dans une émission pour Nickelodeon, elle a fini par abandonner le projet et son agent a fini par lui trouver un casting pour la série Lazy Town. Elle a finalement été choisie par Magnús Scheving  pour son énergie et son talent qui est nécessaire pour faire passer les messages positifs de la série.
En mars 2018, Julianna a annoncé publiquement sur ses réseaux sociaux qu'elle était devenue ergothérapeute diplômée de l'université Columbia. Elle a également partagé le fait qu'elle est actuellement à la recherche d'un emploi dans sa spécialité,.

## Filmographie

### Téléfilms
- 1999 : Bonne Nuit : Trixie Bottom
- 2008 : A Fix (court-métrage de Darren J. Butler) : Pyper

### Séries télévisées
- 2004-2007 : Lazy Town : Stephanie (51 épisodes)
- 2008 : LazyTown Extra : Stephanie (26 épisodes)
- 2013 : The Doc Files (mini-série d'animation) : voix